# Paradysderina asymmetrica
Espèce
Paradysderina asymmetrica est une espèce d'araignées aranéomorphes de la famille des Oonopidae.

## Distribution
Cette espèce est endémique du Pérou. Elle se rencontre dans les régions de Cuzco et de Madre de Dios.

## Description
Le mâle holotype mesure 1,45 mm et la femelle 1,62 mm.

## Publication originale
- Platnick & Dupérré, 2011 : The Andean goblin spiders of the new genera Paradysderina and Semidysderina (Araneae, Oonopidae). Bulletin of the American Museum of Natural History, no 364, p. 1-121 (texte intégral).